# Pherbellia steyskali
Pherbellia steyskali is een vliegensoort uit de familie van de slakkendoders (Sciomyzidae). De wetenschappelijke naam van de soort is voor het eerst geldig gepubliceerd in 1965 door Rozkosny & Zuska.